# حمدي المؤدب
حمدي المؤدب (وتنطق المِدِّبْ) (8 أبريل 1952- ) ، هو رجل أعمال ومسيّر رياضي تونسي يترأس الترجي الرياضي التونسي منذ 2007.

## حياته
يرأس حمدي المؤدب مجموعة دليس - دانون النشطة أساسا في إنتاج الحليب ومشتقاته والتي أسسها عام 1979  صحبة أفراد من عائلته. اختصت الشركة في بداياتها في صنع الياغورت وقد بدأت بطاقة إنتاج قوامها 20 ألف علبة في اليوم. نمت الشركة عبر الثمانينات واستطاعت تدريجيا إزاحة الشركة التونسية لصناعة الحليب من المركز الأول في القطاع، وعام 1997 دخلت في شراكة مع دانون كما تنوع نشاطها في التسعينات ليشمل إنتاج الحليب ثم الجبن كما قامت المجموعة بإنتاج مشروبات فيرجن لفترة. تعد مجموعة المؤدب إحدى أضخم الشركات التونسية الخاصة بإيرادات فاقت عام 2007 678 مليون دينار تونسي. في السنوات الأخيرة تقرب المؤدب من صهر الرئيس صخر الماطري فدخل معه في أكثر من مشروع، فكان أحد المساهمين في مصرف الزيتونة ثم كوّن مع الماطري وبسام الوكيل وتوركسال تحالفا للحصول على الرخصة الثالثة للهاتف الجوال في تونس والتي آلت في الأخير لأورانج تونس. وفي نوفمبر 2010 استحوذ الثنائي على 25% من تونيزيانا بعد شراكاتهما مع الوطنية للاتصالات لشراء حصة 50% لأوراسكوم تيليكوم في رأسمال المشغل الثاني للجوال في تونس.
بعد أن ظل لعدة سنوات أحد أهم ممولي النادي، انتخب المؤدب في أغسطس 2007 رئيسا للترجي التونسي خلفا لعزيز زهير. تمكن في الفريق تحت رئاسته من تحقيق العديد من البطولات على المستوى المحلي والافريقي.

## المسيرة الرياضية
تولى حمدي المدب زمام الأمور في إدارة نادي الترجي الرياضي التونسي سنة 2007 وانطق النادي تحت رئاسته في البزوغ، فرفع كأس تونس عام 2008، ثم أحرز دوري أبطال العرب 2009 وبطولتي تونس 2009 و2010 تحت إشراف المدرب فوزي البنزرتي. في عام 2010 كان هدف الترجي ورئيسه المدب هو الفوز بدوري أبطال إفريقيا فقام الفريق بإبقاء نجم الهجوم مايكل انرامو وباستقدام لاعبين مخضرمين مثل مجدي تراوي ومحمد الباشطبجي ووليد الهيشري إلا أن الفريق رغم بعض العروض الجيدة أنهى المسابقة في المرتبة الثانية بعد انهزامه في النهائي أمام نادي مازمبي. لكنه أعاد الكَرَّة عام 2011 وحقق مبتغاه وأصبح الترجي بطلا لإفريقيا للمرة الثانية في تاريخه والأولى تحت إشراف حمدي المدب.

## تكريمه
كرمه رئيس الجمهورية الباجي قايد السبسي في 19 فبراير 2019 بقصر قرطاج بمناسبة مئويّة نادي الترجي الرياضي التونسي، ومنح رئيس الدولة الصنف الأول من وسام الجمهوريّة للسيد حمدي المدّب، "تقديرا للدور المتميّز الذي لعبه فريق الترجي الرياضي التونسي والمسؤولين الذين تداولوا على تسييره من مختلف الأجيال، في تأطير الشباب وإعلاء الراية الوطنية في مختلف المحافل الرياضية الإقليمية والدولية على مرّ السنين" وفق بيان رئاسة الجمهورية.
- الصنف الأول لوسام الجمهورية (2019).